# Clinton Nsiala
Clinton Nsiala-Makengo (* 17. Januar 2004 in Rennes) ist ein französischer Fußballspieler, der bei den Glasgow Rangers in Schottland unter Vertrag steht.

## Karriere

### Verein
Clinton Nsiala wurde in Rennes geboren und begann mit dem Fußballspielen bei Cercle Paul Bert de Bréquigny, bevor er 2019 in die Jugendakademie des FC Nantes wechselte. Im Jahr 2021 wechselte er ablösefrei zum italienischen Klub AC Mailand und unterschrieb seinen ersten Profivertrag. Anschließend wurde er der U19-Mannschaft zugeteilt, wo er sich als Stammspieler etablierte und sowohl im Campionato Primavera 1 als auch in der UEFA Youth League spielte. Mit „Milan“ erreichte er in der Saison 2022/23 das Halbfinale und 2023/24 das Finale der Youth League. Während seiner Zeit beim AC Mailand trainierte er auch mit der ersten Mannschaft und wurde unter Trainer Stefano Pioli mehrfach in den Spieltagskader der Serie A berufen. Im Juni 2024 gab Nsiala seinen Abschied aus Mailand bekannt, nachdem er ein Angebot zur Verlängerung seines auslaufenden Vertrags abgelehnt hatte. Im gleichen Monat wechselte Nsiala nach Schottland zu den Glasgow Rangers. Nsiala gab sein Debüt für die erste Mannschaft der Rangers am 9. Januar 2025 im Auswärtsspiel gegen den FC Dundee (1:1) in der Scottish Premiership.

### Nationalmannschaft
Clinton Nsiala absolvierte im Jahr 2020 drei Länderspiele für die französischen U16-Nationalmannschaft. Bei seinem Debüt gegen Italien erzielte Nsiala das 1:0-Führungstor beim 5:2-Sieg.